# Kutinci
Kutinci este o localitate din comuna Sveti Jurij ob Ščavnici, Slovenia, cu o populație de 55 de locuitori.